# Mats Åhlberg
Mats Åhlberg, född 16 maj 1947 i Avesta, är en svensk före detta ishockeyspelare som spelade för Leksands IF under större delen av sin karriär.
Åhlberg blev hockeyfostrad i Avesta BK och spelade i division två för dem under åren 1962 till 1966. Med Leksands IF spelade han sen i den högsta serien från 1966 till 1981 och blev svensk mästare fyra gånger. Åhlberg har under sina 491 matcher med Leksand lyckats göra 323 mål vilket placerar honom i topp i Leksands interna målstatistik. 1977 lyckades han göra 42 mål vilket är rekord i Leksand under en säsong och dessutom vann han både poäng- och skytteligan det året i Elitserien. 
Internationellt spelade han med i Sveriges herrlandslag i ishockey från 1972 till 1980. Han spelade med i två Olympiska vinterspel, 1972 och 1980. Han deltog vid sex VM i ishockey och ett Canada Cup, 1976. Åhlberg blev invald i Svenska All Star team fyra gånger (1973, 1974, 1975, 1977). Totalt spelade han 164 gånger för Tre Kronor. Han är Stor grabb nummer 88 i ishockey. 2014 blev Mats Åhlberg invald i svensk ishockeys Hockey Hall of Fame.